# Iwan Bilibin
Iwan Jakowlewicz Bilibin (ros. Иван Яковлевич Билибин; ur. 16 sierpnia 1876, zm. 7 lutego 1942 w Leningradzie) – jeden z najbardziej wpływowych ilustratorów i scenografów XX wieku. Uczestnik m.in. projektu „Świat Sztuki” (ros. „Мир искусства”), udziałowiec spółki baletowej Ballets Russes. Inspirował go folklor słowiański, a od strony formalnej secesja.

## Życie i edukacja
Urodzony w podpetersburskiej wsi Tarchowka. Syn lekarza wojskowego Jakowa Iwanowicza Bilibina (Яков Иванович Билибин) i Warwary Aleksandrowny Bilibin.
Uczęszczał do szkoły zawodowej, potem był studentem Uniwersytetu w St. Petersburgu na wydziale prawa. Po ukończeniu studiów w maju 1900r. udał się do Monachium, gdzie odbywał praktyki u słoweńskiego malarza Antona Ažbe. W międzyczasie kontynuował naukę pod kierownictwem Ilji Riepina w Szkole Artystycznej mieszczącej się w Sankt Petersburgu.
W latach 1902–1904 podróżował po północy Rosji, gdzie zafascynowała go stara, drewniana architektura i rosyjski folklor. Wnioski z tej podróży opublikował w monografii Folk Arts of the Russian North w 1904 r.
Bilibin fascynował się także tradycyjną japońską grafiką.
Gdy utworzono projekt „Świat sztuki”, natychmiast został jego członkiem. Jego zadaniem było projektowanie ilustracji książek. Pierwsze ilustracje pochodzą z 1899 roku z gazety wydawanej w ramach projektu „Świat Sztuki”. Bilibin zyskał światową renomę w 1899 r., kiedy opublikował innowacyjne ilustracje do rosyjskich bajek.
Podczas rewolucji rosyjskiej 1905 roku rysował karykatury o tematyce rewolucyjnej. W 1925 r. osiadł w Paryżu, gdzie zajął się ozdabianiem prywatnych posiadłości i cerkwi. W 1936 r. wrócił do ojczyzny. Iwan Bilibin umarł w 1942 r. podczas oblężenia Leningradu.

## Życie prywatne
W 1902 Bilibin ożenił się ze swoją dawną uczennicą, malarką Marią Jakowlewną Czembers (Мария Яковлевна Чемберс). Wspólnie wychowywali synów Aleksandra (ur. 1903) i Iwana (ur. 1908).
W 1912 roku ponownie ożenił się, także z byłą uczennicą, absolwentką Szkoły Artystycznej w St. Petersburgu, Renée Rudolfowną O’Konnel (Рене Рудольфовна О'Коннель).
W 1923 roku rozstał się z O’Konnel i poślubił Aleksandrę Wasiljewnę Szczekatichinę-Potocką (Александра Васильевна Щекатихина-Потоцкая), petersburską artystkę, razem z którą wystawiał w Amsterdamie dzieła sztuki.

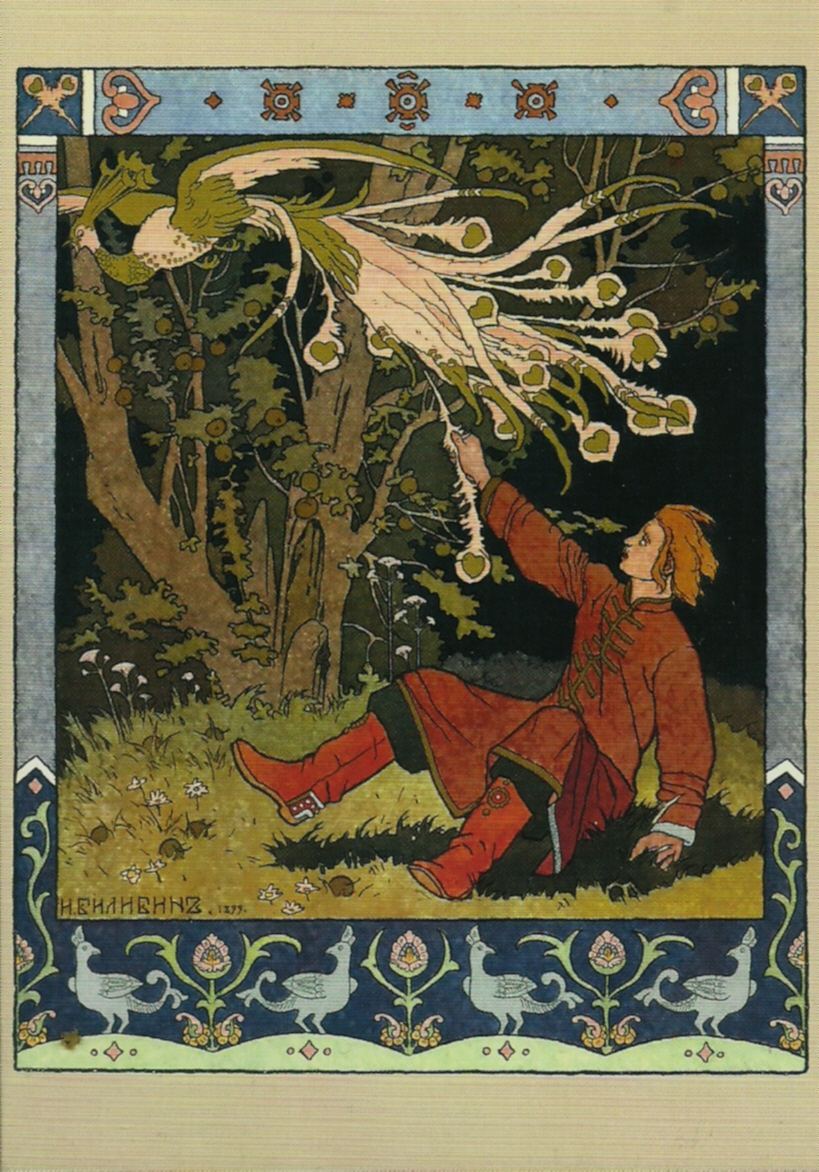
Iwan Carewicz i Żar-ptak,1899
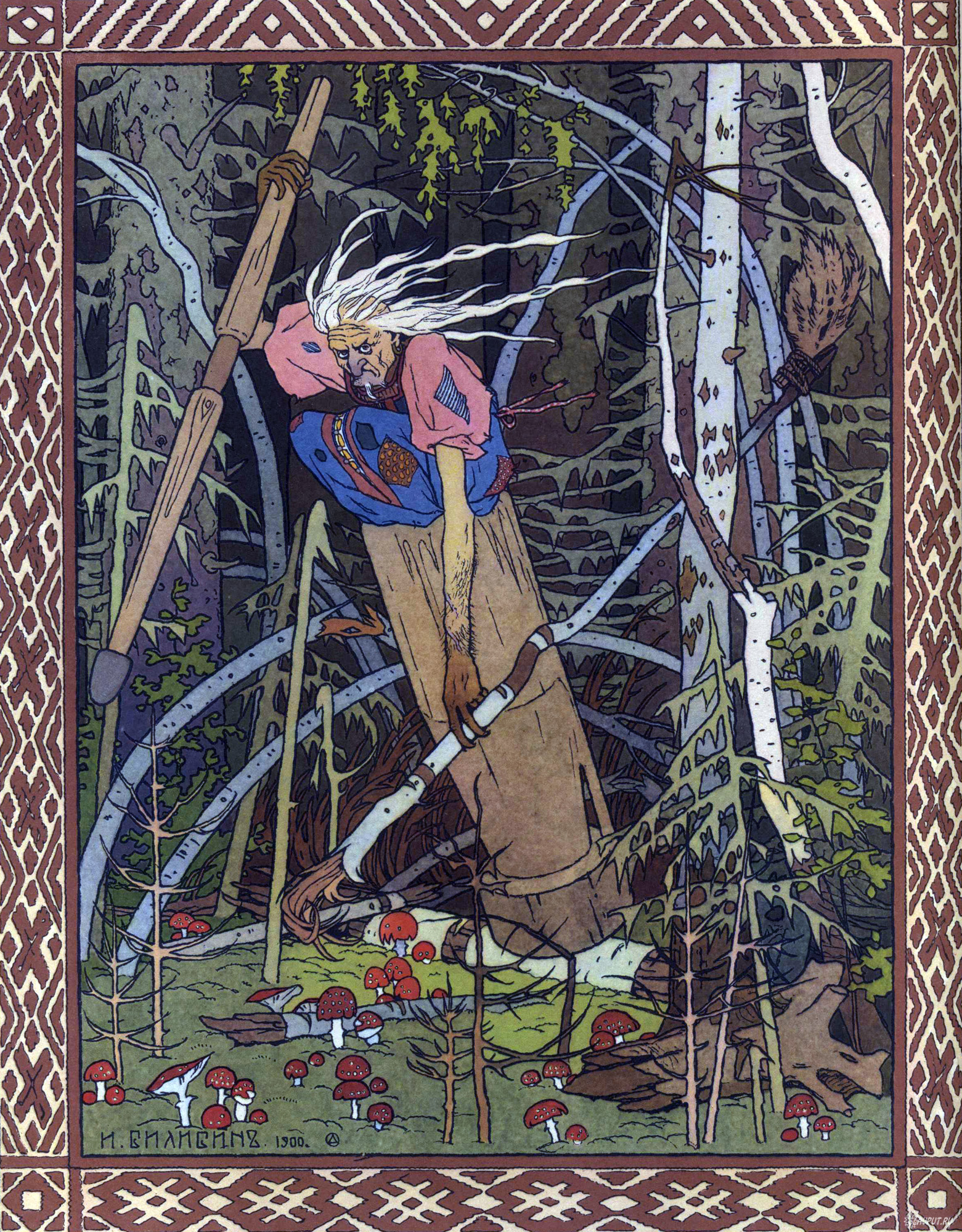
Baba Jaga, 1900
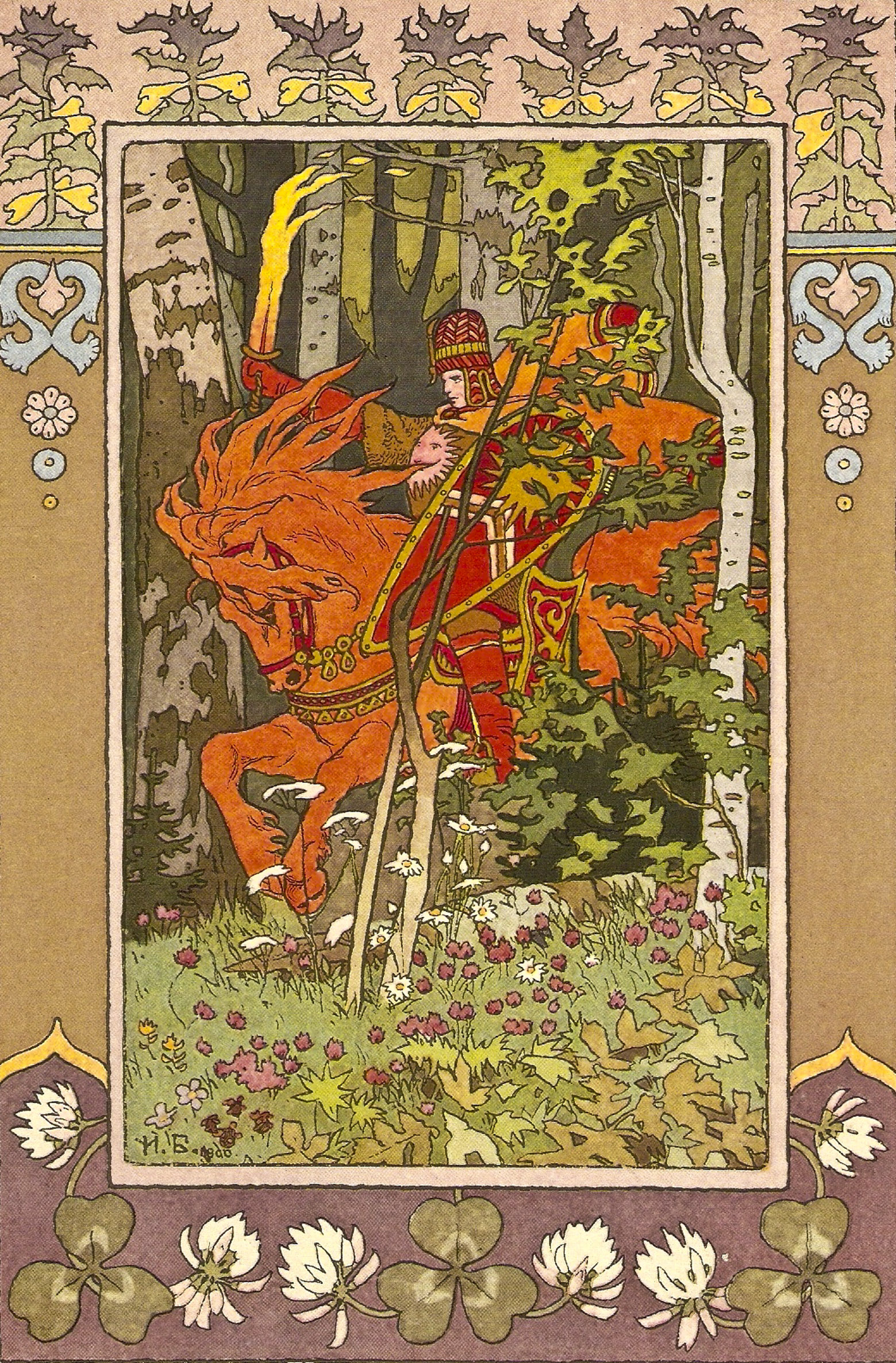
Czerwony jeździec, 1899
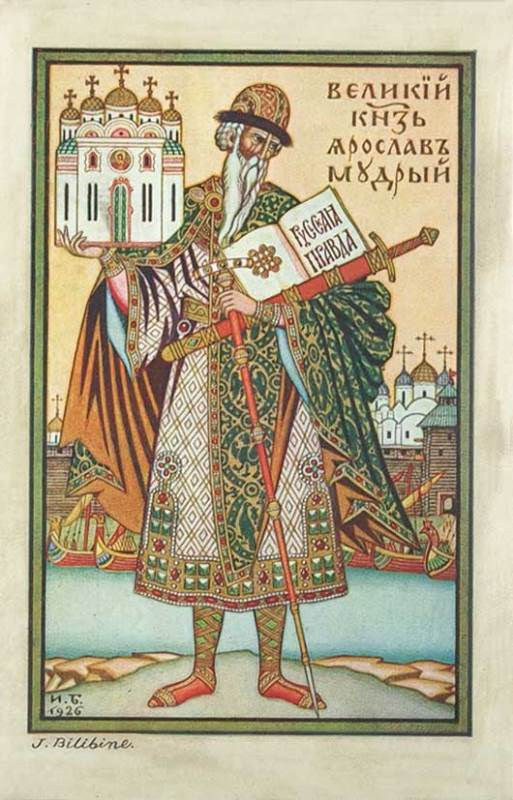
Jarosław I Mądry